# Fragmoplasto

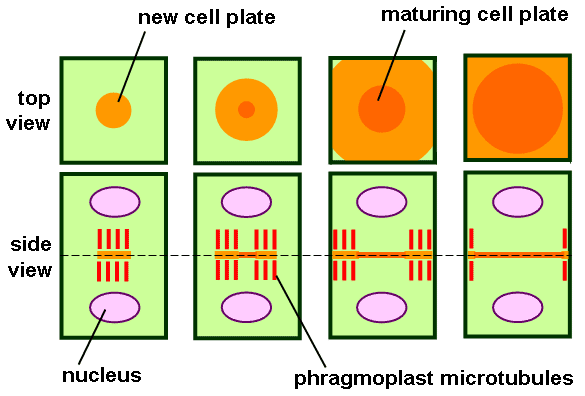
Fragmoplasto e formazione della placca cellulare in una cellula vegetale durante la citodieresi. Lato sinistro: si forma il fragmoplasto e la piastra cellulare inizia ad assemblarsi al centro della cellula. Verso destra: il fragmoplasto si allarga verso l'esterno della cellula, lasciando al centro la piastra cellulare matura. La piastra cellulare si trasformerà nella nuova parete cellulare una volta completata la citodieresi.

Il fragmoplasto è una particolare struttura cellulare tipica delle cellule vegetali derivante dall'allineamento degli elementi citoscheletrici (microtubuli perpendicolari alla piastra cellulare in formazione) e delle vescicole derivate dall'apparato del Golgi lungo la linea mediana di una cellula vegetale in procinto di dividersi (fase della citodieresi). 
Il fragmoplasto contribuisce quindi alla formazione della parete cellulare.
Le vescicole prodotte dai dittiosomi (detti anche apparato del Golgi), nella zona centrale della cellula, si raccolgono nel piano equatoriale (zona corticale) con andamento centrifugo, fondendosi tra loro a costituire il primo diaframma tra le cellule figlie (formazione del setto).
Viene originata la lamella mediana, costituita essenzialmente da sostanze pectiche (polisaccaridi acidi e idrofili, assumono consistenza gelatinosa una volta idratati).
Il contenuto delle vescicole andrà a costituire la parete, mentre la membrana delimitante si trasforma nella membrana plasmatica che la sottende da entrambi i lati.
In seguito entrambe le cellule apporranno sulla lamella mediana lo strato di parete primaria, quindi la secondaria.